# 1000
 Тази статия е за 1000-ата година от новата ера.  За числото 1000 вижте 1000 (число).  За годината преди новата ера вижте 1000 г. пр.н.е..
1000 (M) е високосна година, започваща в понеделник според юлианския календар. Тя е 1000-ата година от новата ера, хилядната от първото хилядолетие и първата от 1000-те.

## Събития
- В света живеят около 300 милиона души.
- Барутът е изобретен в Китай.
- Скандинавия, Исландия и Унгария приемат християнството.
- Ищван I Свети става крал на Унгария.
- Санчо III от Навара става крал на Арагон, Навара и Кастилия.
- Лейф Ериксон достига Северна Америка и я нарича Винланд.
- Свейн I установява датска власт над част от Норвегия.
- Основан е град Дака, столицата на Бангладеш.
- Създаден е диоцезът на Колобжек.

## Родени
- Михаил Керуларий, константинополски патриарх († 1059 г.)

## Починали
- 9 септември – Олаф I, крал на Норвегия (р. 969 г.)